# Ted Lieu
Ted Win-Ping Lieu (Taipei, 29 marzo 1969) è un politico statunitense, membro della Camera dei Rappresentanti per lo stato della California dal 2015.

## Biografia
Nato a Taiwan, Lieu si trasferì da bambino nell'Ohio e dopo la laurea alla Georgetown divenne avvocato. Arruolatosi nell'Air Force Reserve Command, Lieu prestò servizio fra i JAG.
Entrato in politica con il Partito Democratico, dopo essere stato eletto nel consiglio comunale di Torrance, nel 2005 venne eletto all'interno dell'Assemblea di stato della California. Nel 2010 si candidò alla carica di Procuratore Generale della California ma perse le primarie contro Kamala Harris.
Nel 2011 vinse le elezioni speciali per il Senato di stato, dove rimase fino al 2014. In quell'anno infatti si candidò alla Camera dei Rappresentanti e riuscì ad essere eletto deputato.
Ted Lieu è un democratico di vedute piuttosto progressiste; durante il servizio da senatore di stato avanzò una proposta che divenne poi legge e che prevedeva la messa al bando della cosiddetta terapia di conversione, ovvero della terapia psichiatrica che considera l'omosessualità una malattia e punta a curarla.